# Stadion Park Mladeži
Het Stadion Park Mladeži is een voetbalstadion in de Kroatische stad Split. In het stadion speelt RNK Split haar thuiswedstrijden. Het stadion biedt plaats aan 4.075 toeschouwers.